# Mikel Bizkarra
Mikel Bizkarra Etxegibel (ur. 21 sierpnia 1989 w Mañarii) – hiszpański kolarz szosowy.

## Osiągnięcia
Opracowano na podstawie:.
2018
- 2. miejsce w Vuelta a Aragón
  - 1. miejsce w klasyfikacji górskiej
  - 1. miejsce na 3. etapie
- 17. miejsce w Vuelta a España

## Rankingi
| Rok             | 2013 | 2014 | 2015 | 2016 | 2017 | 2018 | 2019 | 2020 | 2021 | 2022 | 2023 | 2024 |
| --------------- | ---- | ---- | ---- | ---- | ---- | ---- | ---- | ---- | ---- | ---- | ---- | ---- |
| World Ranking   |      |      |      | 611. | 863. | 352. | 407. | 820. | 483. | 416. | 526. | 473. |
| UCI Europe Tour | 731. | -    | -    | 371. | 547. | 268. | 324. | 655. | 391. | 333. | -    | -    |
| UCI Asia Tour   | 279. | -    | -    | -    | -    | -    |      |      |      |      |      |      |
|                 |      |      |      |      |      |      |      |      |      |      |      |      |
| Źródło: UCI     |      |      |      |      |      |      |      |      |      |      |      |      |